# Попівка (Кам'янський район)
Попі́вка (МФА: [popiŭka] ( прослухати)) — село в Україні, у Кам'янському районі Дніпропетровської області. Населення за переписом 2001 року складало 39 осіб. Входить до складу Верхньодніпровської міської громади.

## Географія
Село Попівка примикає до села Заполички, на відстані 1 км від села Клин. На східній околиці села бере початок Балка Мамаєва.

## Населення

### Мова
Розподіл населення за рідною мовою за даними перепису 2001 року:
| Мова       | Кількість | Відсоток |
| ---------- | --------- | -------- |
| українська | 39        | 100%     |